# Floricomus crosbyi
Floricomus crosbyi là một loài nhện trong họ Linyphiidae.
Loài này thuộc chi Floricomus. Floricomus crosbyi được Wilton Ivie & Barrows miêu tả năm 1935.